# ボストン映画批評家協会
ボストン映画批評家協会（Boston Society of Film Critics, 略称: BSFC）は、マサチューセッツ州ボストンを拠点とする映画批評家協会である。1981年に設立された。

## ボストン映画批評家協会賞
設立以来毎年、ボストン映画批評家協会賞（Boston Society of Film Critics Awards）を取り行っている。2009年にはキャスリン・ビグロー監督の『ハート・ロッカー』が史上初となる5部門制覇（作品賞・監督賞・編集賞・主演男優賞・撮影賞）を成し遂げた。

### 部門
- 主演男優賞
- 主演女優賞
- キャスト賞
- 主演監督賞
- 作品賞
- 外国語映画賞
- 脚本賞[A]
- 助演男優賞
- 助演女優賞

### 授賞式
| - 1980年 - 第1回 - 1981年 - 第2回 - 1982年 - 第3回 - 1983年 - 第4回 - 1984年 - 第5回 - 1985年 - 第6回 - 1986年 - 第7回 - 1987年 - 第8回 - 1988年 - 第9回 - 1989年 - 第10回 - 1990年 - 第11回 - 1991年 - 第12回 - 1992年 - 第13回 - 1993年 - 第14回 - 1994年 - 第15回 | - 1995年 - 第16回 - 1996年 - 第17回 - 1997年 - 第18回 - 1998年 - 第19回 - 1999年 - 第20回 - 2000年 - 第21回 - 2001年 - 第22回 - 2002年 - 第23回 - 2003年 - 第24回 - 2004年 - 第25回 - 2005年 - 第26回 - 2006年 - 第27回 - 2007年 - 第28回 - 2008年 - 第29回 - 2009年 - 第30回 | - 2010年 - 第31回 - 2011年 - 第32回 - 2012年 - 第33回 - 2013年 - 第34回 - 2014年 - 第35回 - 2015年 - 第36回 - 2016年 - 第37回 - 2017年 - 第38回 - 2018年 - 第39回 - 2019年 - 第40回 - 2020年 - 第41回 - 2021年 - 第42回 - 2022年 - 第43回 - 2023年 - 第44回 |  |

## 備考
^A: オリジナル脚本賞と脚色賞に分かれていない。